# Crno Boci
Crno Boci (macedónul: Црно Боци) település Észak-Macedóniában, a Délnyugati körzet Centar Zsupa-i járásában.

## Népesség
| Lakosok száma | 59   | 42   | 49   | 40   | 30   |
|               | 1971 | 1981 | 1991 | 2002 | 2021 |

2002-ben 40 lakosa volt, akik mindannyian törökök.